# Murghab

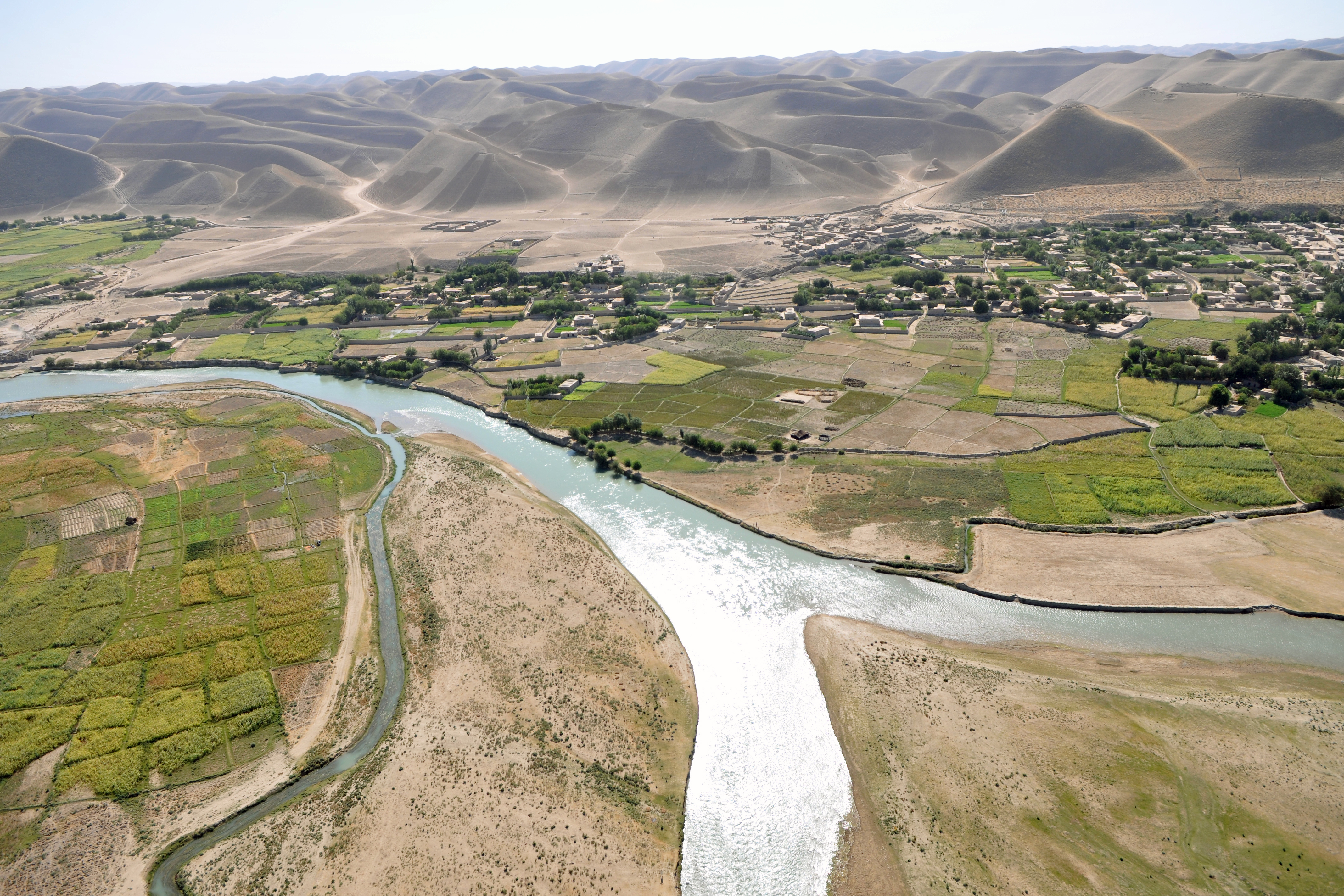

Murghab, eller Morghab, är en flod i Centralasien.
Murghab rinner från Paropamisus i norra Afghanistan och flyter åt väster och norr kring Merv i Turkmenistan, där floden delar sig i flera armar, vilka förlorar sig i sanden. Murghab har en längd av 800 kilometer. Murghab var ursprungligen ett tillflöde till Amu-Darja.